# برايان إزرائيل
برايان إزرائيل (بالإنجليزية: Brian Israel)‏ هو عازف بيانو وملحن أمريكي، ولد في 5 فبراير 1951، وتوفي في 7 مايو 1986 بسبب ابيضاض الدم.